# Czarnodziobek
Czarnodziobek (Rhodospiza obsoleta) – gatunek małego ptaka z rodziny łuszczakowatych (Fringillidae). Występuje w południowo-zachodniej (głównie Bliski Wschód) i środkowej Azji (aż po Chiny). Nie jest zagrożony wyginięciem.

## Taksonomia
Po raz pierwszy gatunek opisał Martin Lichtenstein w 1823 na podstawie holotypu z okolic Buchary w południowym Uzbekistanie. Nadał mu nazwę Fringilla obsoleta. Opis sporządzony w języku niemieckim zawierał informacje o upierzeniu, wymiarach oraz porównanie do innych łuszczaków. Obecnie (2021) Międzynarodowy Komitet Ornitologiczny (IOC) umieszcza czarnodziobka w monotypowym rodzaju Rhodospiza. Po raz pierwszy czarnodziobka w odrębnym rodzaju umieścił Richard Bowdler Sharpe w 1888. IOC nie wyróżnia podgatunków, podobnie jak autorzy HBW.
Aktualna (2021) polska nazwa R. obsoleta to czarnodziobek, dawniej nosił nazwę gilak blady. Nazwy gatunku w niektórych językach nawiązują do pustyń (na przykład anglojęzyczna „Desert Finch”, rosyjska Пустынный вьюрок i hiszpańska Camachuelo desertícola), mimo że pustynie sensu stricto nie są środowiskiem życia czarnodziobków.

## Morfologia
Długość ciała wynosi 14,5–15 cm, masa ciała 17–28 g. Wymiary szczegółowe (dla nieokreślonej liczby ptaków obojga płci): długość skrzydła 81–92 mm, długość dzioba (od nasady w czaszce) 13–14 mm, długość skoku 16–18 mm, długość ogona 54–65 mm. Czarnodziobki to smukłe ptaki o dominacji barwy piaskowej w upierzeniu. Odznaczają się skrzydła i ogon, a w lecie również czarny dziób. Skrzydła są stosunkowo długie. Dziób mocny, raczej krótki. Wokół nozdrzy występują krótkie szczecinki.
Głowa, płaszcz, gardło i pierś mają barwę piaskowobrązową (płaszcz nieco ciemniejszą). Kantarek i nasada dzioba są u samca czarne, samicę odróżnia brak maski. Brzuch i pokrywy podogonowe białe. Boki ciała i pokrywy nadogonowe gliniastobrązowe. Pokrywy skrzydłowe mniejsze i średnie mają barwę piaskowordzawą, zaś większe – ciemnobrązową, na skrajach różową. U samic intensywność i zasięg różowej barwy są mniejsze. Lotki są czarne z białymi i różowymi krawędziami chorągiewek zewnętrznych. Na złożonym skrzydle dostrzec można biało-różowe pole. Sterówki czarne, zwieńczone szerokim białym pasem. Samice są ogólnie jaśniejsze. Tęczówka brązowa. Dziób u samców w porze lęgowej czarniawy, ciemnobrązowy, zaś u samców poza sezonem lęgowym i samic – od żółtobrązowego po brązowy. Nogi i stopy brązowe, różowawe.

## Zasięg występowania
Zasięg występowania czarnodziobka rozciąga się od południowo-środkowej i południowo-wschodniej Turcji, Syrii, Izraela i północno-wschodniego Egiptu (półwysep Synaj) na wschód po środkową Jordanię, północną i środkową Arabię Saudyjską, Irak (zimujący; pierwszy stwierdzony lęg w 2012), Kuwejt, Turkmenistan, Uzbekistan, środkowy, południowy i wschodni Kazachstan, Kirgistan, Tadżykistan, północno-zachodnie i północne Chiny (Sinciang na wschód po Mongolię Wewnętrzną i Gansu), dalej na południe po północny Afganistan i zachodni Pakistan (Beludżystan). Zasięg obejmuje również południowy Kaukaz i południowy Półwysep Arabski. Część populacji jest wędrowna; zimowiska ciągną się po południowy Afganistan i północny Pakistan (Dystrykt Chitral). BirdLife International szacuje zasięg występowania na 11,1 mln km².
W Jordanii po raz pierwszy czarnodziobki gniazdowały w 1976, zaś w Egipcie – w 1994. W 2013 po raz pierwszy zaobserwowano i udokumentowano aktywność lęgową (m.in. poprzez obserwacje i zdjęcia śpiewającego samca i osobnika z plamą lęgową) czarnodziobków w Armenii. W kwietniu 2017 pierwszy raz zaobserwowano czarnodziobka na Cyprze (okaz został również sfotografowany).

## Ekologia i zachowanie
Środowiskiem życia czarnodziobków są piaszczyste równiny i obszary półpustynne. Unikają pustyń, zarówno piaszczystych, jak i kamienistych. Zwykle te ptaki obserwuje się w terenach otwartych z porozrzucanymi drzewami lub krzewami, na przykład w oazach, skupiskach saksaułów (Haloxylon), krańcach terenów uprawnych (w tym sadów i winnic). W Azji Środkowej czarnodziobki bywają spotykane w ogrodach w centrach dużych miast, na przykład Biszkeku (stolicy Kirgistanu). Odnotowywane były do około 1400 m n.p.m., w Kazachstanie do 800–1200 m n.p.m. Pożywieniem czarnodziobków są głównie niewielkie nasiona, pąki i wzrastające pędy oraz nieco owadów. Żerują głównie na ziemi. Przeważnie przebywają w parach lub grupach liczących do około 20 osobników. Latają szybko, nieco faliście, odzywając się mruczącym głosem.

### Lęgi

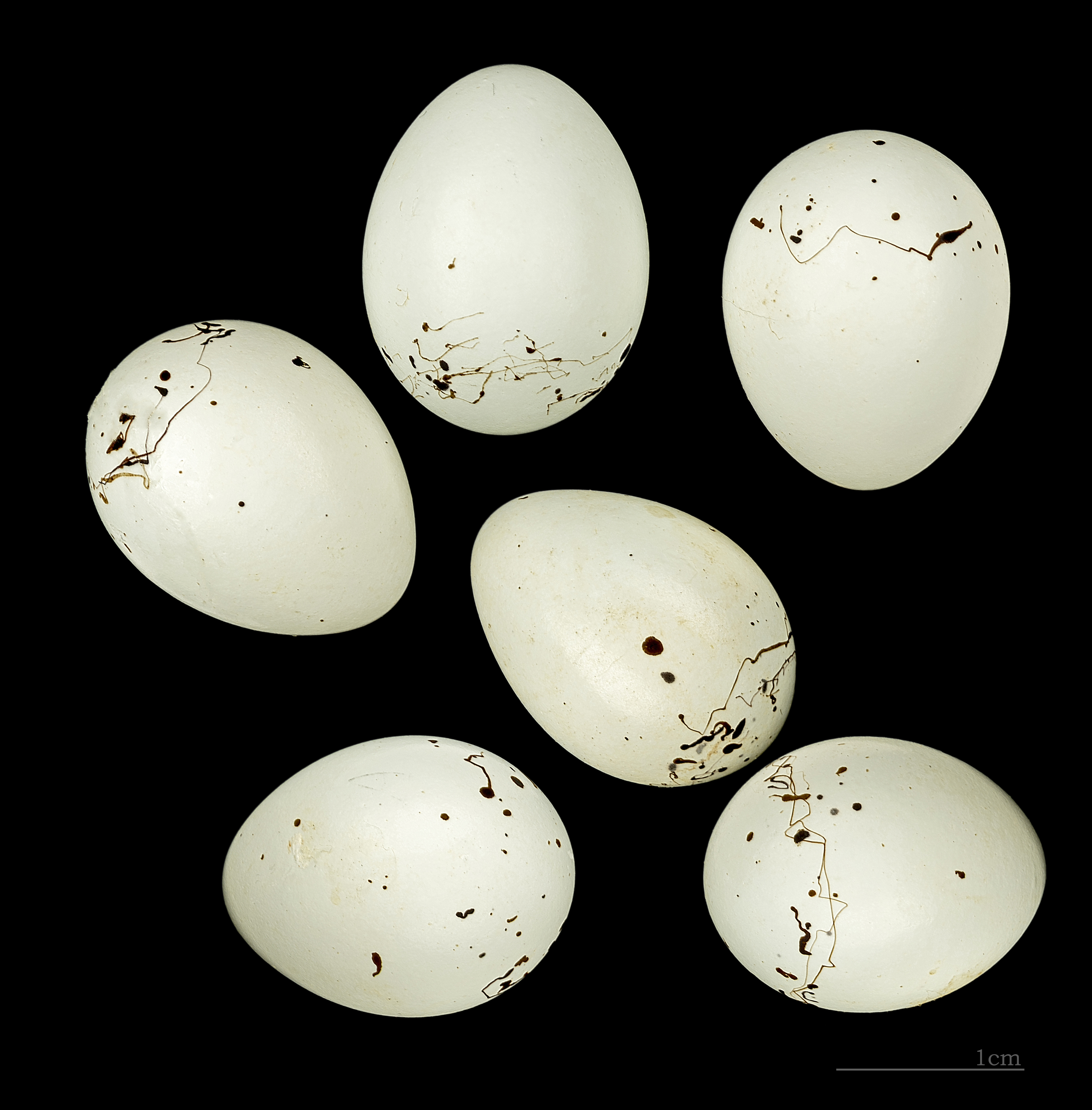
Jaja czarnodziobka

Okres lęgowy trwa od marca do lipca. Czarnodziobki gniazdują w oddaleniu 0,2–1,5 km od innych par. Gniazdo przypomina zwarty kubeczek. Budulec stanowią gałązki, łodygi roślin i źdźbła traw, zaś wyściółkę – puch roślinny, włosy (w tym wełna) i pierze. Gniazda umieszczone mogą być na drzewach (również owocowych), krzewach, w winoroślach, 1–4 m nad ziemią. Buduje je samica, niekiedy z pomocą samca. W terenach półpustynnych czarnodziobki często jako miejsca na gniazdo używają tamaryszków (Tamarix) lub Arthrophytum (szarłatowate), na terenach uprawnych – drzew z upraw (śliw Prunus, winorośli Vitis czy pistacji Pistacia), poza tym również eukaliptusów (Eucalyptus), akacji (Acacia), sosen (Pinus), topoli (Populus), morw (Morus). Zniesienie liczy 4–7 jaj (zwykle 5 lub 6) o bardzo jasnej, niemal białej, zielononiebieskiej skorupce i średnich wymiarach (n=100) 18,9 na 14,2 mm. Samica wysiaduje sama przez około 14 dni, karmiona wówczas przez samca. Młode są w pełni opierzone po 12–13 dniach życia. Opiekują się nimi oboje rodzice. W ciągu roku czarnodziobki wyprowadzają dwa lęgi. Po odchowaniu młodych łączą się w stada.

## Status
IUCN uznaje czarnodziobka za gatunek najmniejszej troski (LC, Least Concern) nieprzerwanie od 1988 (stan w 2020). BirdLife International określa trend liczebności populacji jako stabilny.